# 察瓦龙舌唇兰
察瓦龙舌唇兰（学名：Platanthera chiloglossa）为兰科舌唇兰属下的一个种。

## 扩展阅读
- 維基物種上的相關：察瓦龙舌唇兰